# Katedrala svobode

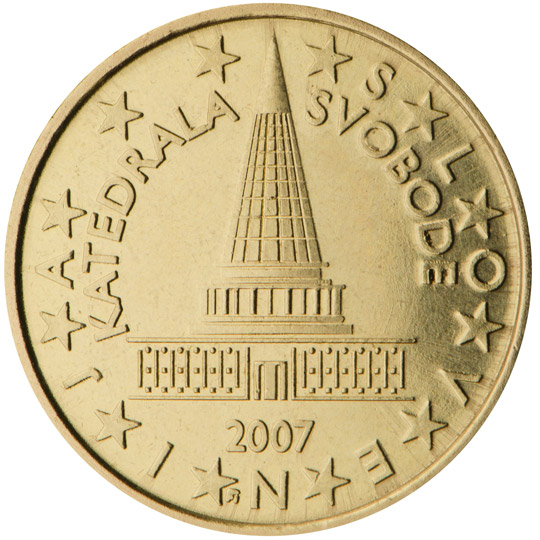
Katedrala svobode na rewersie 10 eurocentów

Katedrala svobode (Katedra wolności) – niezrealizowany projekt budowy monumentalnej siedziby obrad Zgromadzenia Ludowego Ludowej Republiki Słowenii z 1947 roku. Autorem projektu był Jože Plečnik, a obiekt miał stanąć w parku Tivoli w Lublanie.
Pierwsze plany nowego budynku legislacyjnego Jože Plečnik stworzył w latach 1931–1932. Architekt był wówczas zainspirowany adaptacją praskiego zamku na potrzeby czechosłowackich władz, w czym sam miał czynny udział. Plan Plečnika zakładał przebudowę zamku w Lublanie i został nazwany „Slovenska akropola” („Słoweński akropol”). Do planów Plečnik powrócił po II wojnie światowej, kiedy został poproszony przez władze Ludowej Republiki Słowenii o stworzenie projektu siedziby obrad Zgromadzenia Ludowego. Pierwszy plan z 1947 roku również zakładał powstanie obiektu w miejscu zamku w Lublanie, jednak był znacznie bardziej radykalny. Według założeń projektanta zamek miał być całkowicie rozebrany, a w jego miejscu stanąłby nowy, monumentalny, oktagonalny budynek. Rozbiórka najważniejszego zabytku w Lublanie była jednak zbyt radykalną i utopijną ideą i nie miała szans na realizację. W tym samym roku architekt stworzył więc drugą wizję, znaną jako „Katedrala svobode” („Katedra wolności”). Projekt zakładał stworzenie budynku na planie prostokąta, w którego centrum umieszczona byłaby sala obrad na planie koła, nakryta kopułą podtrzymywaną przez monumentalne, nachylone do wnętrza kolumny. Nad kopułą sali obrad miał się wznosić stożkowy dach wykonany z betonu, wysoki na ponad 100 m. Całość byłaby zdecydowanie najwyższym budynkiem w mieście. Budynek miał stanąć w parku Tivoli w Lublanie. Projekt ten był o wiele bardziej akceptowalny, jednak głównie z przyczyn finansowych również nie został zrealizowany. Ostatecznie nową siedzibę obrad Zgromadzenia Ludowego wybudowano w latach 1954–1959 przy placu Republiki według projektu Vinko Glanza, w znacznie skromniejszej, funkcjonalnej formie. Niezrealizowany, monumentalny projekt autorstwa Jože Plečnika wciąż funkcjonuje jednak w świadomości Słoweńców, m.in. nawiązuje do niego album Slovenska Akropola zespołu Laibach z 1987 roku, pojawił się on też na dziesięciocentowej słoweńskiej monecie euro.